# Nicolaes Tulp
Nicolaes Tulp (* 9. října 1593 v Amsterdamu; † 12. září 1674 tamtéž) byl nizozemský lékař, chirurg a starosta Amsterodamu.

## Biografie
Narodil se (jako Claes Pieterszoon) jako čtvrté dítě obchodníka s plátnem Pieter Dirckszoona a jeho manželky Gherytgen Dircksdr. Poelenburch. Studia medicíny absolvoval v letech 1611–1614 na Universitě v Leidenu, kde byl také 30. září 1614 promován. Když se po promoci vrátil zpět do Amsterodamu, začal používat místo křestního jména Claes jeho nezkrácenou podobě Nicolaes, změnil si také příjmení na Tulp (nizozemsky tulpe = tulipán), podle domu, v němž bydlel a který nesl štít s vyobrazením tulipánu. Tulipán si dal také do svého rodinného erbu.

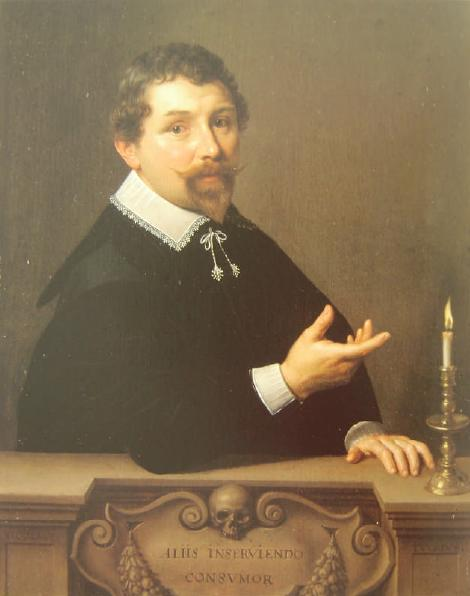
Nicolaes Tulp na portrétu Nicolaese Eliase Pickenoye (1633)

V roce 1617 se oženil s Aagfe Van der Voegh. Jak jako lékař, tak jako městský radní (od roku 1622) si brzy udělal v rostoucím městě jméno. Díky svým dobrým kontaktům byl v roce 1628 jmenován docentem anatomie (Praelector Anatomiae) v kolegiu amsterodamských chirurgů. V tomtéž roce zemřela jeho žena, zanechavši mu pět sirotků. V roce 1630 se oženil znovu s Magarethou de Vlaming van Outshoorn, dcerou starosty, jež mu porodila další tři děti. Tulpův syn Diederick se oženil s Annou Burghovou, dcerou amsterodamského purkmistra, jeho dcera Margaretha se provdala za Jana Sixe, nizozemského mecenáše a sběratele umění. V roce 1673 byl Tulp vyznamenán v Haagu, kde v roce 1674 zemřel. Jeho ostatky byly uloženy v Nieuwe Kerk v Amsterdamu.
Nejen jeho zeť Jan Six, ale i Tulp sám byl podporovatelem umění – jeho protegé byl Paulus Potter. Známa je řada obrazů, na nichž Tulp figuruje – např. Lekce anatomie doktora Tulpa z roku 1632 od Rembrandta van Rijn nebo Portrét rodiny Tulp z roku 1635 od Nicolaese Eliaszoona Pickenoye

### Působení
Jeho každoročně v zimních měsících konané anatomické demonstrace na mrtvolách popravených v Theatrum anatomicum (latinsky Anatomické divadlo) byly velmi oblíbené. Byly realizovány v dohodě se soudem, a to nejen pro lékaře a komunální politiky, ale také před očima četného publika v zadních řadách. V té době byly v Evropě obdukce a především pitvy povoleny pouze u zločinců mužského pohlaví a postavených mimo církev. Zápach rozkladu z mrtvol byl překrýván vonnými bylinami a kadidlem, během lekcí hrála hudba, jedlo se a pilo. Předvádění sloužilo v prvé řadě k výměně anatomických poznatků přítomných prominentních lékařů, vstupným se však také financovaly galabankety amsterodamských chirurgů a soudců. Podle jedné takové lekce, kde Tulp prezentoval předloktí zločince, 16. ledna roku 1632 vznikl známý Rembrandtův obraz Lekce anatomie doktora Tulpa, dnes umístěný v Mauritshuis v Haagu.

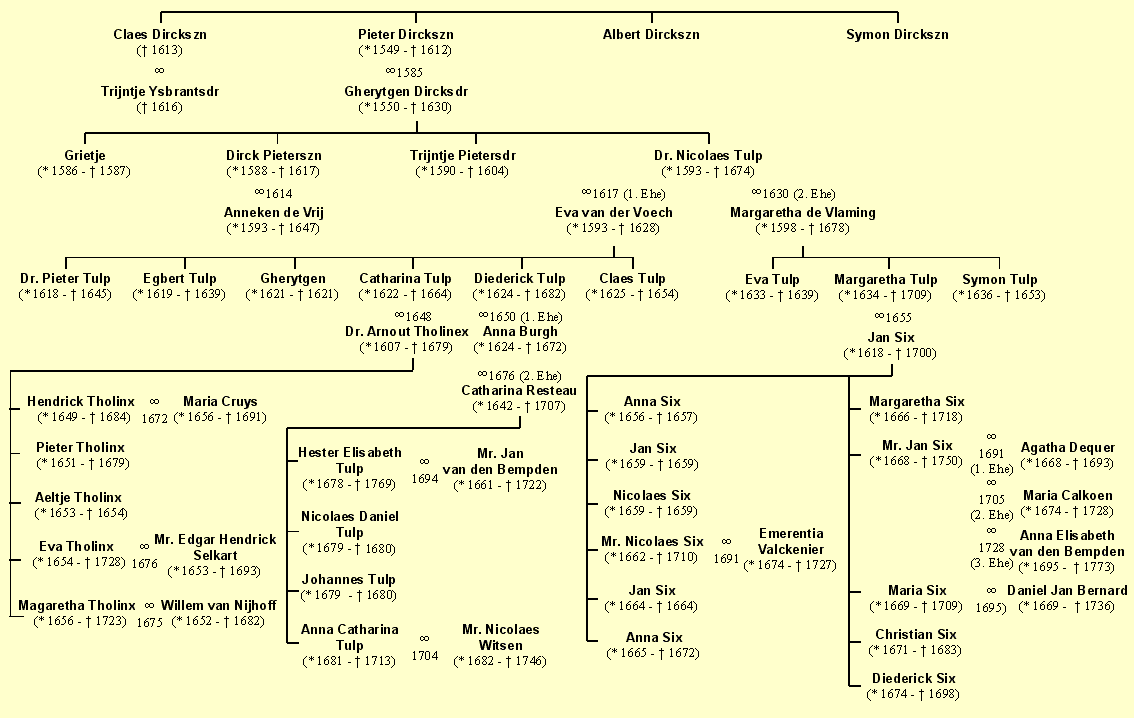
Genealogický strom rodiny Tulpů

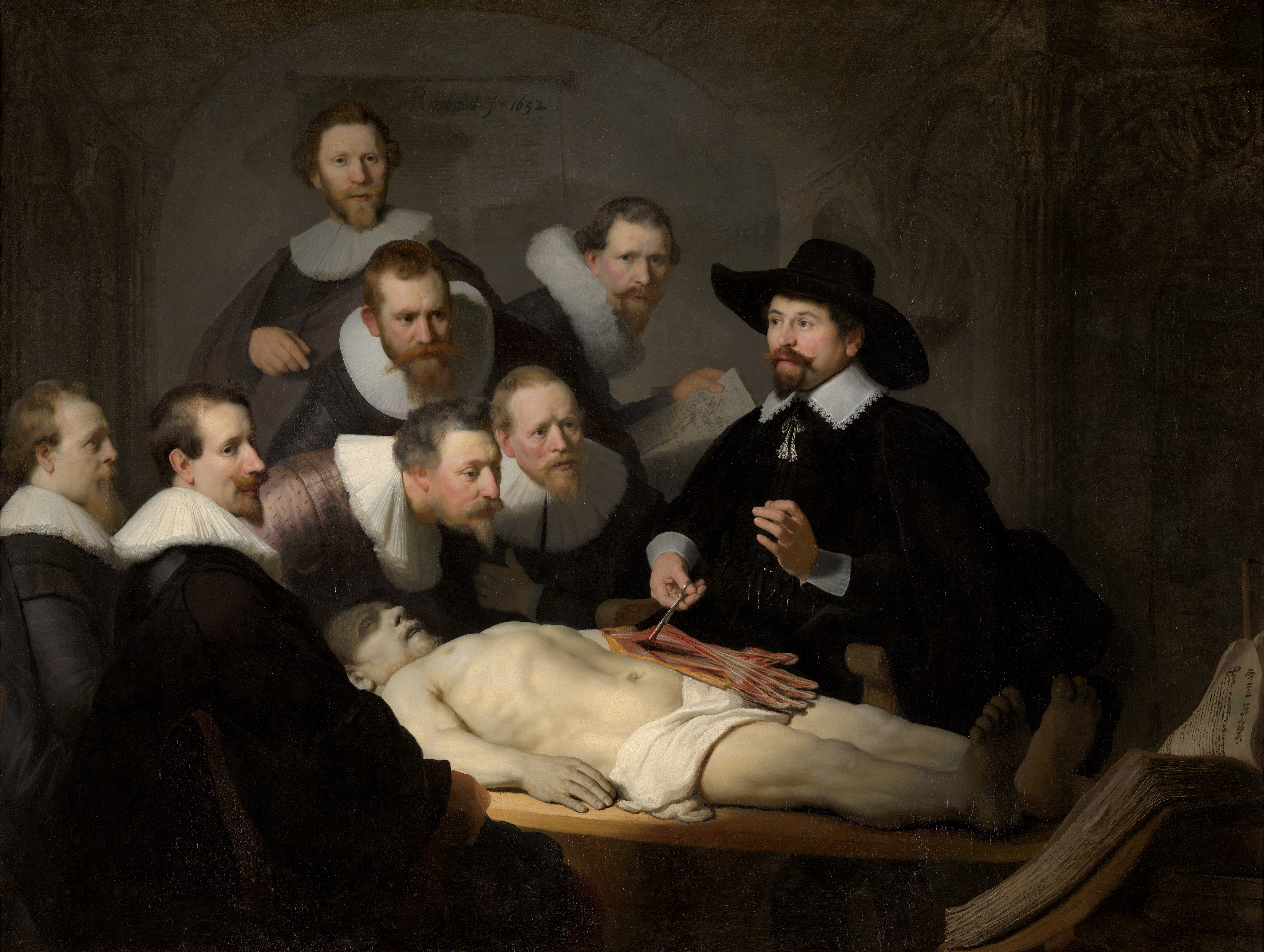
Anatomie doktora Tulpa, Rembrandt van Rijn (1632)

Tulp byl také oprávněn ke kontrole místních lékáren, které byly díky dobrému námořnímu spojení perfektně zásobeny širokou škálou léčivých bylin a koření z východního světa. Po vypuknutí moru ve městě v roce 1635 se Tulp rozhodl, společně s odborníky z okruhu svých známých, proti nemoci bojovat. K tomu vypracovali v roce 1636 Pharmacopoea Amstelredamensis', první lékopis města, který předepisuje jednotnou přípravu léčiv a stal se standardem a předlohou pro další holandské lékopisy.
V roce 1641 (znovu pak v roce 1652) zveřejnil dr. Tulp u známého holandského tiskaře Lodewijka Elzevira své dílo Observationeum medicarum libris tres (lat: Medicínská pozorování), jehož první vydání věnoval svému synovi Pieterovi, který právě v Leidenu skončil svá studia medicíny; druhé vydání mu dedikoval rovněž, avšak při mnohem smutnější příležitosti jeho smrti. Psal své práce latinsky, aby zabránil pseudomedicínským závěrům u prostého lidu. V knize je detailně popsáno a vyobrazeno 231 pozorovaných případů nemocí a smrti, mezi jiným také pitvaných zvířat z holandských kolonií. Kromě jiného popisuje detailně fenomén, dnes známý jako migréna a pravděpodobně Bing-Horton-Neuralgii, negativní působení kouření na plíce a poznatky o psychickém působení placebo-efektu.
V roce 1639 objevil jako první lidský lymfatický systém a Valva ileocaecalis (uzávěr mezi tenkým a tlustým střevem). Jeho popis symptomů nemoci beriberi u jednoho námořníka nebyl dále doplněn.

### Starosta
Svou politickou dráhu započal jako městský pokladník, v roce v roce 1622 se stal členem amsterodamského magistrátu. Jako komunální politik byl od roku 1654 po čtyři volební období zvolen starostou Amsterdamu.

### Konec života, smrt
V roce 1673 byl Tulp vyznamenán v Haagu, kde v roce 1674 zemřel. Jeho ostatky byly uloženy v Nieuwe Kerk v Amsterdamu.

## Odrazy v umění
Básník Jost van den Vondel o něm napsal několik básní; kromě slavného Rembrandtova obrazu Anatomie doktora Tulpa z roku 1632 (který inspiroval řadu dalších pozdějších malířů) existuje ještě několik dalších Tulpových portrétů - obrazů a mramorových nebo bronzových soch - např. portrét od Rembrandta nebo Portrét rodiny Tulp z roku 1635 od Nicolaese Eliaszoona Pickenoye.